# Empfindsamer Stil
Empfindsamer Stil ist eine musikalische Stilrichtung, die etwa ab den 1720er und 1730er Jahren die Barockmusik ablöste. Seinen Höhepunkt erlebte der empfindsame Stil in den 1770er Jahren (Zusammenhänge mit dem Sturm und Drang), als die Klassik schon etabliert war.

## Deutschland
Der Empfindsame Stil ist Teil der Empfindsamkeit. Diese Stilrichtung, die in der norddeutschen Instrumentalmusik in der Mitte des 18. Jahrhunderts auftrat, zeichnete sich durch die Betonung des Ausdrucks aus und war durch eine Vielzahl tief empfundener Emotionen innerhalb eines musikalischen Werkes gekennzeichnet. Die Ästhetik ist typisch für einen Zeitgeschmack, in dem bewegenden Gefühlen nicht nur in der Kunst, sondern auch im Alltag Ausdruck verliehen wurde. Mit dieser Sensibilität ging der Wunsch einher, eine Komposition in eine Aura von Einfachheit und Natürlichkeit zu hüllen. Das waren Eigenschaften, die in der philosophischen Auffassung der Aufklärung hoch geschätzt wurden. Die Komponisten wollten die Wirkung ihrer Musik verstärken, indem sie jedem Thema einen klar definierten, sogar übertrieben expressiven Charakter verleihen. Da der Effekt durch rasche Stimmungswechsel deutlich verstärkt wurde, wurden gegensätzliche Stimmungen nebeneinander gestellt.
Die Tonsprache des empfindsamen Stils ist subjektiv gefühlsbetont, die Melodiephrasen sollen den Hörer unmittelbar und direkt berühren. Typische Merkmale sind lombardische Rhythmen, Vorhaltsbildungen und Seufzermelodik. Die Satztechnik wird einfacher, der Generalbass (Continuo) verliert an Bedeutung, und der harmonische Rhythmus wird verlangsamt.
Die bedeutendsten Vertreter des Empfindsamen Stils waren Johann Adolph Hasse, Carl Philipp Emanuel Bach, Wilhelm Friedemann Bach, Georg Anton Benda, Johann Joachim Quantz und Johann Abraham Peter Schulz. Auch im Musikdrama gab es Parallelen zur Empfindsamkeit, so bei Franz Benda, in Glucks Reformopern und in Teilen von Mozarts Oper Idomeneo.
Einfluss auf diesen Prozess hatten auch die Musikinstrumente (Trend zu Flöte, Streichern und Cembalo). Zu Beginn des 18. Jahrhunderts wurde durch Domenico Scarlatti die Cembalosonate zu einer Hauptgattung der Epoche.

## Italien und Frankreich
In Italien können die Neapolitanische Schule und insbesondere Giovanni Battista Pergolesi mit seinem europaweit rasch bekannt gewordenen Werk La serva padrona als Vorläufer der Opera buffa gelten, welche die starren Regeln der französischen Barockoper erschütterten und einen natürlicheren Ausdruck zuließen. In Frankreich leitet Jean-Jacques Rousseaus von Pergolesi beeinflusstes Singspiel Le devin du village („Der Dorfwahrsager“), an dem sich Mozarts Bastien und Bastienne orientierte, eine parallele Entwicklung zur deutschen Empfindsamkeit ein und bereitet zugleich die Opéra comique vor. Rousseau benutzt eine einfache Harmonik, verzichtet auf Koloraturen, pathetische Rezitative, komplizierte Polyphonie und Kastratenstimmen, nutzt stattdessen populäre Vaudevilles und natürliche Dialoge, siedelt die Handlung im Milieu der Pastorale an und strebt so nach Ursprünglichkeit und Natürlichkeit.

## Vergleich galanter Stil – empfindsamer Stil
Der empfindsame Stil kann als Intensivierung des galanten Stils gelten.
Der galante Stil entstand schon im Spätbarock in Abkehr vom strengen polyphonen Stil. Wichtigste Merkmale waren:
- Nähe zum Ideal des Belcanto (Kantabilität, Natürlichkeit, Verständlichkeit)
- dominante Melodiestimme, weitgehender Verzicht auf Kontrapunkt
- einfache, aber effektvolle harmonische Abläufe
- kurze, einfache Melodiephrasen, die oft wiederholt werden
- elegante Melodik und Ornamentation

Der empfindsame Stil war gekennzeichnet durch:
- Zulassen von Emotion und Empfindung
- häufige Abwechslung der Affekte

## Komponisten
- Georg Philipp Telemann (1681–1767)
- Domenico Scarlatti (1685–1757): Obwohl altersgleich wie Bach und Telemann, stellt er eine Brücke zur Vorklassik dar – insbesondere durch Cembalo und Vorstufen zur späteren Klaviersonate. Seine Experimentierfreude nennt Barbara Zuber „Wilde Blumen am Zaun der Klassik“.[5] Spanische Tanzformen und Volksmusik tauchten auch in „feudalen“ Sonaten auf.
- Nicola Porpora (1686–1768)
- Giovanni Alberto Ristori (1692–1753)
- Giuseppe Tartini (1692–1770)
- Leonardo Leo (1694–1744)
- Jean-Marie Leclair (1697–1764)
- Johann Joachim Quantz (1697–1773, verfasste 1752 das Lehrwerk Versuch einer Anweisung die Flöte traversiere zu spielen)[6]
- Johann Adolph Hasse (1699–1783)
- Giovanni Battista Sammartini (1700/01–1775)
- Johann Gottlieb Graun (um 1703–1771)
- Carl Heinrich Graun (1704–1759)
- Franz Benda (1709–1786)
- Giovanni Battista Pergolesi (1710–1736)
- Carl Philipp Emanuel Bach (1714–1788): Prägnantes Beispiel ist seine Sonate Nr. 6 (in c-Moll/Es-Dur), die er in sein Lehrbuch Versuch über die wahre Art das Clavier zu spielen (1753) aufnahm
- Georg Christoph Wagenseil (1715–1777)
- Johann Stamitz (1717–1757)
- Leopold Mozart (1719–1787), veröffentlichte eine Gründliche Violinschule (1756)[7]
- Georg Anton Benda (1722–1795)
- Johann Wilhelm Hertel (1727–1789)
- Johann Christian Bach (1735–1782), hatte Einfluss auf den jungen Mozart (London 1764)
- Carl Ditters von Dittersdorf (1739–1799)